# Ville de Devonport
La Ville de Devonport (City of Devonport ) est une zone d'administration locale de type city au centre de la côte nord de la Tasmanie en Australie.